# Реер
Реер (нім. Reher) — громада в Німеччині, розташована в землі Шлезвіг-Гольштейн. Входить до складу району Штайнбург. Складова частина об'єднання громад Шенефельд.
Площа — 15,3 км2. Населення становить 727 ос. (станом на 31 грудня 2020).